# 漢鼎亞太
汉鼎亚太 是1986年由美籍华裔徐大麟创建的私人股权投资公司，是美国投行Hambrecht & Quist的分属机构，目前已经独立營運。

## 历史
自1985年成立以来，所成立的28个基金，累计管理资金已高达3.4亿美元。公司办公室遍布全球，包括硅谷，上海，香港，台北，东京，马尼拉和新加坡。汉鼎亚太专注于成熟期的主导性投资及创业期风险性投资业务。投资领域集中于成长期产业，包括科技类、制造业、消费性产品与服务业、和金融服务业等。
2006年，徐大麟為福布斯杂志高科技和生命科学方面顶级交易商25强。

## 投资
- 星巴克 －中国北京
- 中芯国际 (SMIC) - 中国
- Gonzo Digimation Holding Company - 日本
- 音乐电视网 - 日本
- Array Networks - 硅谷
- 台湾积体电路制造公司 (TSMC) - 台湾
- KSNET - 韩国
- Jobkorea.com- 韩国